# Dorfkirche Ziegenhain

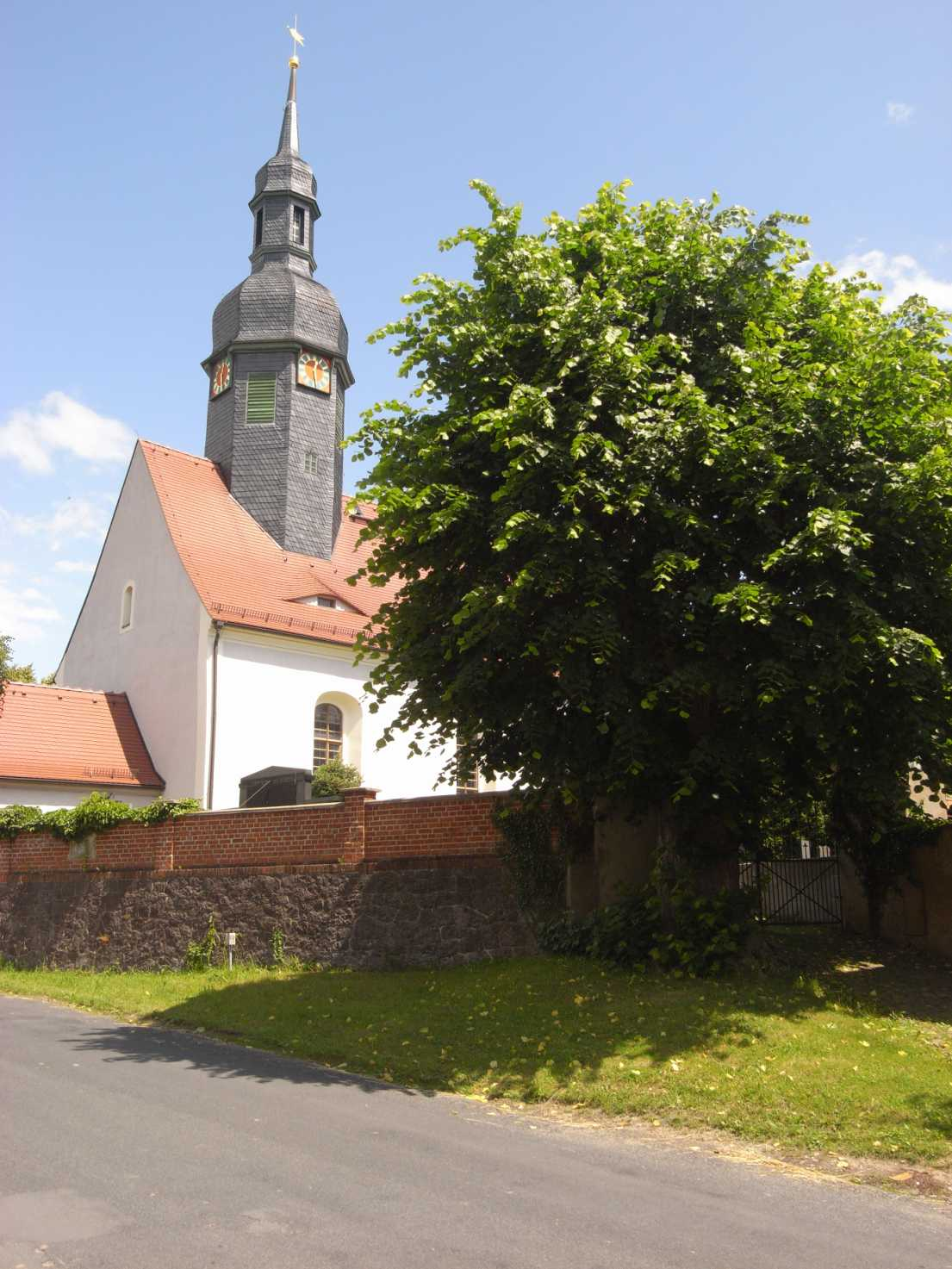
Kirche Ziegenhain (Nossen)

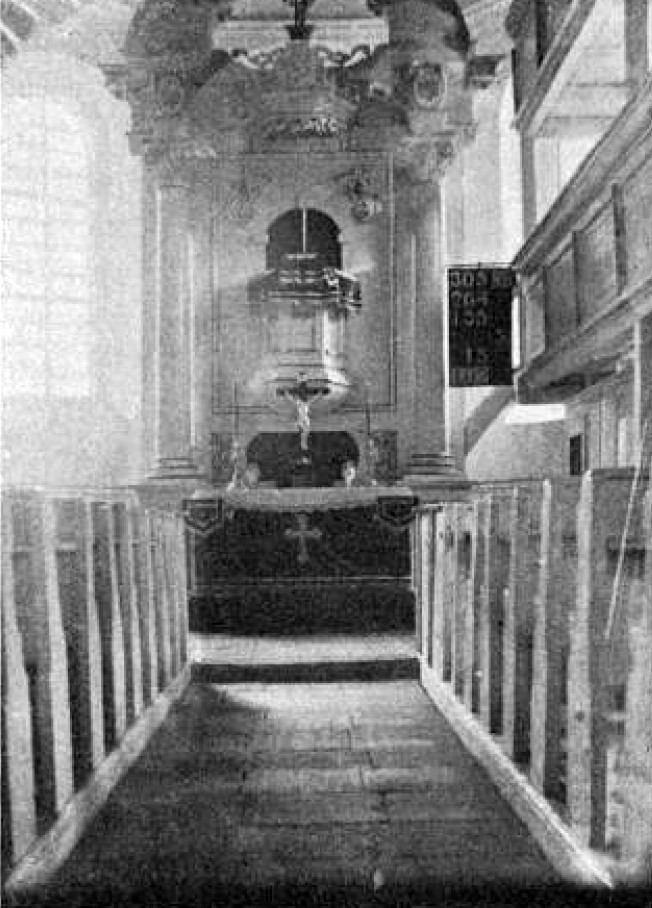
Historische Innenansicht

Die evangelische Dorfkirche Ziegenhain ist eine spätmittelalterliche Saalkirche im Ortsteil Ziegenhain von Nossen im Landkreis Meißen in Sachsen. Sie gehört zur Kirchengemeinde Leuben-Ziegenhain-Planitz im Kirchenbezirk Meißen-Großenhain der Evangelisch-Lutherischen Landeskirche Sachsens. Das Kirchengebäude steht zusammen mit der Umgebungsmauer und seit den späten 1990er Jahren unter Denkmalschutz.

## Geschichte und Architektur
Die Kirche Ziegenhain ist ein kleiner spätmittelalterlicher Saalbau, der in den Jahren 1703/04 erhöht und ausgebaut wurde. Restaurierungen fanden in den Jahren 1934 und um 1985 statt.
Das Gotteshaus ist ein Putzbau mit Satteldach und verschiefertem Dachreiter mit Haube und Zwiebel, das im Osten in einem dreiseitigen Schluss endet. An den Ecken sind massige, mit Sandsteinplatten abgedeckte Strebepfeiler eines älteren Bauwerks erhalten. Fenster in Korbbogenform lassen Tageslicht in das Innere. Im Norden ist ein zweigeschossiger Anbau mit der alten Sakristei im Erdgeschoss und der Herrschaftsloge aus dem Jahr 1704 im Obergeschoss angefügt. Im Osten schließt sich die neue Sakristei an, im Westen eine Vorhalle, die beide im Jahr 1704 entstanden.
Im Innern ist eine verputzte Flachdecke mit Stuckrahmenfeldern eingezogen, die beiden runden Felder werden von leichten Stuckornamenten eingefasst. Gleichzeitig gibt es doppelgeschossige hölzerne Emporeneinbauten an drei Seiten, wobei die Ostteile der Längsseiten ausgespart sind, die ebenso wie das Gestühl weiß und graublau gefasst sind. Eine einfach verglaste Herrschaftsempore des 18. Jahrhunderts wurde im Chor eingebaut. In der alten Sakristei sind Kreuzgratgewölbe eingezogen, in der Ostwand ist ein kleines gotisches Fenster erhalten, in der Südwand eine gotische Nische.

## Ausstattung

### Altar und Kanzel
Der Kanzelaltar aus dem Jahr 1705 aus Holz ist weiß und golden gefasst. Zwischen einem korinthischen Säulenpaar ist der achteckige Kanzelkorb mit rundbogigen Füllungen angebracht. Die Säulen stehen auf Postamenten, dazwischen befindet sich die Predella mit einem Tafelbild in Öl auf Holz, welches das Abendmahl darstellt. Über den Säulen ruht auf Gesimsen ein kräftiger Sprenggiebel, der den reich mit Schnitzereien verzierten und von einer Figur des Auferstandenen bekrönten Schalldeckel umfasst. Am Giebelgebälk befinden sich ovale Tafeln, welche die Wappen derer von Bose und von Maltitz mit der Jahresangabe 1705 zeigen.

### Orgel
Die Orgel mit fünfteiligem Prospekt ist ein Werk des Bautzener Orgelbauers Leopold Kohl aus dem Jahr 1836 mit 19 Registern auf zwei Manualen und Pedal. Laut Sächsischer Denkmaldatenbank stammen Orgel und Prospekt aus dem Jahr 1851. – Im Jahr 2014, lange nach der deutschen Wiedervereinigung ließ die Kirchengemeinde das Instrument von Georg Wünning restaurieren.

### Wandbild und Grabsteine
Ein Gemälde in Öl auf Holz an der rechten Chorwand aus der Zeit um 1700 stellt die Geißelung Christi dar. In der Vorhalle sind vier barocke Grabsteine in Obeliskform aus der Zeit um 1745 und 1781 aufgestellt.